# Bom Jardim (kommun i Brasilien, Pernambuco, lat -7,78, long -35,59)
Bom Jardim är en kommun i Brasilien.   Den ligger i delstaten Pernambuco, i den östra delen av landet, 1 600 km nordost om huvudstaden Brasília. Antalet invånare är 37 828.
Följande samhällen finns i Bom Jardim:
- Bom Jardim

Omgivningarna runt Bom Jardim är en mosaik av jordbruksmark och naturlig växtlighet. Runt Bom Jardim är det ganska tätbefolkat, med 192 invånare per kvadratkilometer.